# Denkmäler der Volksrepublik China (Gansu)
Die folgende Tabelle bietet eine Übersicht zu sämtlichen Denkmälern in der Provinz Gansu (Abk. Gan), die auf der Denkmalliste der Volksrepublik China stehen:
| Name                                                                    | Beschluss | Kreis/Ort                 | siehe (auch)                                                                                          | Bild |
| ----------------------------------------------------------------------- | --------- | ------------------------- | --- | ---- |
| Mogao ku 莫高窟                                                         | 1-35      | Dunhuang shi 敦煌市       | Mogao-Grotten (Dunhuang)                                                                              |      |
| Yulin ku 榆林窟                                                         | 1-36      | Anxi xian 安西县          | Yulin-Grotten (auch „Zehntausend-Buddha-Schlucht“ (WànFóxiá) genannt) (Kreis Anxi)                    |      |
| Maijishan shiku 麦积山石窟                                              | 1-38      | Tianshui shi 天水市       | Maijishan-Grotten (Tianshui)                                                                          |      |
| Binglingsi shiku 炳灵寺石窟                                             | 1-39      | Yongjing xian 永靖县      | Binglingsi-Grotten (Kreis Yongjing)                                                                   |      |
| Wanli Changcheng-Jiayuguan 万里长城-嘉峪关                              | 1-103     | Jiayuguan shi 嘉峪关市    | Große Mauer bei Jiayuguan (Jiayuguan)                                                                 |      |
| Chongxiu Huguosi Ganying ta bei (Xi Xia bei) 重修护国寺感应塔碑(西夏碑) | 1-130     | Wuwei shi 武威市          | Inschriftentafel von der Wiederherstellung des Ganying-Turmes im Huguo-Tempel (Xixia-Schrift) (Wuwei) |      |
| Labuleng si 拉卜楞寺                                                    | 2-43      | Xiahe xian 夏河县         | Labrang-Kloster (Kreis Xiahe)                                                                         |      |
| Beishiku si 北石窟寺                                                    | 3-43      | Qingyang shi 庆阳市       | Beishiku-Grotten (Qingyang)                                                                           |      |
| Nanshiku si 南石窟寺                                                    | 3-44      | Jingchuan xian 泾川县     | Nanshiku-Grotten (Kreis Jingchuan)                                                                    |      |
| Dadiwan yizhi 大地湾遗址                                                | 3-189     | Qin'an xian 秦安县        | Dadiwan-Stätte (Neolithikum) (Kreis Qin’an)                                                           |      |
| Majiayao yizhi 马家窑遗址                                               | 3-190     | Lintao xian 临洮县        | Majiayao-Stätte (spätneolithische Majiayao-Kultur) (Kreis Lintao)                                     |      |
| Yumen guan ji Changcheng fengsui yicheng 玉门关及长城烽燧遗址           | 3-210     | Dunhuang shi 敦煌市       | Yumenguan (Paß) und Alarmfeuertürme entlang der Großen Mauer (Dunhuang)                               |      |
| Qijiaping yizhi 齐家坪遗址                                              | 4-21      | Guanghe xian 广河县       | Qijiaping-Stätte (Qijia-Kultur, Chalkolithikum) (Kreis Guanghe)                                       |      |
| Luotuocheng yizhi 骆驼城遗址                                            | 4-40      | Gaotai xian 高台县        | Ruinen der „Kamelstadt“ (Luotuocheng) (Kreis Gaotai)                                                  |      |
| Suoyang cheng yizhi 锁阳城遗址                                          | 4-50      | Anxi xian 安西县          | Stätte der Stadt Suoyang (Kreis Anxi)                                                                 |      |
| Zhangye Dafo si 张掖大佛寺                                              | 4-112     | Zhangye shi 张掖市        | Tempel des Großen Buddha in Zhangye (Zhangye)                                                         |      |
| Xingguo si 兴国寺                                                       | 4-127     | Qin'an xian 秦安县        | Xingguo-Tempel (Kreis Qin’an)                                                                         |      |
| Wuwei wenmiao 武威文庙                                                  | 4-163     | Wuwei shi 武威市          | Wen-Tempel von Wuwei (Wuwei)                                                                          |      |
| Lutusi yamen jiuzhi 鲁土司衙门旧址                                      | 4-164     | Yongdeng xian 永登县      | Alter Regierungssitz von Lutusi (Kreis Yongdeng)                                                      |      |
| Mati si shiku qun 马蹄寺石窟群                                          | 4-190     | Sunan xian 肃南县         | Matisi-Grotten im Autonomen Kreis Sunan der Yugur                                                     |      |
| Huining hongjun huishi jiuzhi 会宁红军会师旧址                          | 4-237     | Huining xian 会宁县       | Stätte der Zusammenkunft der Roten Armee in Huining (Kreis Huining)                                   |      |
| Nanzuo yizhi 南佐遗址                                                   | 5-120     | Qingyang shi 庆阳市       | Nanzuo-Stätte (Qingyang)                                                                              |      |
| Dabaozishan yizhi ji muqun 大堡子山遗址及墓群                           | 5-121     | Li xian 礼县              | Stätte und Gräber von Dabaozishan (Kreis Li)                                                          |      |
| Heishuiguo yizhi 黑水国遗址                                             | 5-122     | Zhangye shi 张掖市        | „Schwarzwasserstaat-Stätte“ (Heishuiguo) (Zhangye)                                                    |      |
| Xuanquanzhi yizhi 悬泉置遗址                                            | 5-123     | Dunhuang shi 敦煌市       | Xuanquanzhi-Ruinen (Dunhuang)                                                                         |      |
| Xusanwan cheng ji muqun 许三湾城及墓群                                  | 5-124     | Gaotai xian 高台县        | Alte Stadt und Gräber von Xusanwan (Han- bis Tang-Zeit) (Kreis Gaotai)                                |      |
| Baita si yizhi 白塔寺遗址                                               | 5-125     | Wuwei shi 武威市          | Stätte des Tempels der Weißen Pagoden (Wuwei)                                                         |      |
| Guoyuan - Xincheng muqun 果园-新城墓群                                  | 5-185     | Jiuquan shi 酒泉市        | Guoyuan-Xincheng-Gräberkomplex (Jiuquan)                                                              |      |
| Wang shi jiazu mudi 汪氏家族墓地                                        | 5-186     | Zhang xian 漳县           | Familiengräber der Familie Wang (General in der Yuan-Dynastie) (Kreis Zhang)                          |      |
| Leitai Han mu 雷台汉墓                                                  | 5-187     | Wuwei shi 武威市          | Han-Grab von Leitai (Wuwei)                                                                           |      |
| Fuxi miao 伏羲庙                                                        | 5-430     | Tianshui shi 天水市       | Fuxi-Tempel (Tianshui)                                                                                |      |
| Hu shi gu minju jianzhu 胡氏古民居建筑                                  | 5-431     | Tianshui shi 天水市       | Haus der Familie Hu (Tianshui)                                                                        |      |
| Ningshou sita 凝寿寺塔                                                  | 5-432     | Ning xian 宁县            | Pagode des Ningshou-Tempels (Kreis Ning)                                                              |      |
| Yuantong sita 圆通寺塔                                                  | 5-433     | Minle xian 民乐县         | Pagode des Yuantong-Tempels (Kreis Minle)                                                             |      |
| Shengrong si ta 圣容寺塔                                                | 5-434     | Yongchang xian 永昌县     | Pagode des Shengrong-Tempels (Kreis Yongchang)                                                        |      |
| Donghuachi ta 东华池塔                                                  | 5-435     | Huachi xian 华池县        | Pagode von Donghuachi (Ziegelpagode) (Kreis Huachi)                                                   |      |
| Wukang wang miao 武康王庙                                               | 5-436     | Chongxin xian 崇信县      | Wukang-wang-Tempel (Kreis Chongxin)                                                                   |      |
| Xixiasong moya shike 西峡颂摩崖石刻                                     | 5-468     | Cheng xian 成县           | Felsinschrift von Xixiasong (Kreis Cheng)                                                             |      |
| Shuilian dong - Daxiang shan shiku 水帘洞-大像山石窟                    | 5-469     | Wushan xian 武山县        | Shuiliandong-Grotten und Daxiangshan-Grotten (Kreis Wushan)                                           |      |
| Tianti shan shiku 天梯山石窟                                            | 5-470     | Wuwei shi 武威市          | Tiantishan-Grotten (Wuwei)                                                                            |      |
| Wenshu shan shiku 文殊山石窟                                            | 5-471     | Sunan xian 肃南县         | Wenshushan-Grotten (Kreis Sunan)                                                                      |      |
| Hadapu huiyi jiuzhi 哈达铺会议旧址                                      | 5-511     | Dangchang xian 宕昌县     | Stätte der Zusammenkunft von Hadapu (Kreis Dangchang)                                                 |      |
| Linjia yizhi 林家遗址                                                   | 6-202     | Dongxiangzu xian 东乡族县 | Linjia (Fundstätte der Majiayao-Kultur) (Autonomer Kreis der Dongxiang)                               |      |
| Niumendong yizhi 牛门洞遗址                                             | 6-203     | Huining xian 会宁县       | Niumendong-Stätte (Kreis Huining)                                                                     |      |
| Siwa yizhi 寺洼遗址                                                     | 6-204     | Lintao xian 临洮县        | Stätte der Siwa-Kultur (Kreis Lintao)                                                                 |      |
| Xihetan yizhi 西河滩遗址                                                | 6-205     | Jiuquan shi 酒泉市        | Xihetan-Stätte (Jiuquan)                                                                              |      |
| Huoshaogou yizhi 火烧沟遗址                                             | 6-206     | Yumen shi 玉门市          | Huoshaogou-Stätte (Yumen)                                                                             |      |
| Pochengzi yizhi 破城子遗址                                              | 6-207     | Anxi xian 安西县          | Pochengzi-Stätte (Kreis Anxi)                                                                         |      |
| Bagua ying chengzhi 八卦营城址                                          | 6-208     | Minle xian 民乐县         | Stätte von Baguaying (Kreis Minle)                                                                    |      |
| Bajiaocheng chengzhi 八角城城址                                         | 6-209     | Xiahe xian 夏河县         | Stätte der Stadt Bajiaocheng (Kreis Xiahe)                                                            |      |
| Yongtai chengzhi 永泰城址                                               | 6-210     | Jingtai xian 景泰县       | Ruinen der Großen Mauer in Yongtai (Jingtai, Ming-Dynastie)                                           |      |
| Ming su wang mu 明肃王墓                                                | 6-288     | Yuzhong Xian 榆中县       | „Dreizehn Gräber“ von Lanzhou (Ming-Dynastie, Kreis Yuzhong)                                          |      |
| Xiangle zhuanta 湘乐砖塔                                                | 6-794     | Ning Xian 宁县            | Ziegelpagode von Xiangle (Song-Dynastie) (Kreis Ning)                                                 |      |
| Yuquan Guan 玉泉观                                                      | 6-795     | Tianshui Shi 天水市       | Daoistischer Yuquan-Tempel („Jadequellen-Tempel“) (Tianshui)                                          |      |
| Houjie qingzhensi 后街清真寺                                            | 6-796     | Tianshui Shi 天水市       | Houjie-Moschee („Seitensträßchen-Moschee“) (Tianshui)                                                 |      |
| Hongcheng Gan'en si 红城感恩寺                                          | 6-797     | Yongdeng xian 永登县      | Gan'en-Kloster in Hongcheng (Yongdeng)                                                                |      |
| Qin'an wenmiao 秦安文庙                                                 | 6-798     | Qin'an xian 秦安县        | Konfuzianischer Tempel von Qin’an                                                                     |      |
| Zhangye gulou 张掖鼓楼                                                  | 6-799     | Zhangye shi 张掖市        | Trommelturm von Zhangye                                                                               |      |
| Xilai si 西来寺                                                         | 6-800     | Zhangye shi 张掖市        | Xilai-Tempel (Zhangye)                                                                                |      |
| Luochuan Zhao shi shifang 罗川赵氏石坊                                  | 6-801     | Zhengning xian 正宁县     | Zhao-Steinbögen in Luochuan (Kreis Zhengning)                                                         |      |
| Yongchang zhong gulou 永昌钟鼓楼                                        | 6-802     | Yongchang xian 永昌县     | Glockenturm und Trommelturm von Yongchang (Kreis Yongchang)                                           |      |
| Yan'en si ta 延恩寺塔                                                   | 6-803     | Pingliang shi 平凉市      | Pagode des Yan’en-Tempels (Pingliang)                                                                 |      |
| Zhangye huiguan 张掖会馆                                                | 6-804     | Zhangye shi 张掖市        | Versammlungshalle von Zhangye                                                                         |      |
| Yunya si he Chenjia dong shiku 云崖寺和陈家洞石窟                       | 6-868     | Zhuanglang xian 庄浪县    | Yunya-Kloster und Chenjiadong-Grotten (Kreis Zhuanglang)                                              |      |
| Muti si shiku 木梯寺石窟                                                | 6-869     | Wushan xian 武山县        | Mutisi-Grotten (Kreis Wushan)                                                                         |      |
| Wangmu gong shiku 王母宫石窟                                            | 6-870     | Jingchuan xian 泾川县     | Wangmugong (Tempel der Königinmutter des Westens)-Grotten (Kreis Jingchuan)                           |      |
| "Xinxiu baishui lu ji" moya 《新修白水路记》摩崖                        | 6-871     | Hui xian 徽县             | Steininschrift des Xinxiu baishui lu ji (Kreis Hui)                                                   |      |
| Lanzhou Huang He tieqiao 兰州黄河铁桥                                   | 6-1070    | Lanzhou shi 兰州市        | Eisenbrücke über den Gelben Fluss in Lanzhou (Lanzhou)                                                |      |
| Rui'an bao 瑞安堡                                                       | 6-1071    | Minqin xian 民勤县        | Rui'an-Fort (Kreis Minqin)                                                                            |      |
| Baling qiao 灞陵桥                                                      | 6-1072    | Weiyuan xian 渭源县       | Baling-Brücke (Kreis Weiyuan)                                                                         |      |
| Ejie huiyi jiuzhi 俄界会议旧址                                          | 6-1073    | Diebu xian 迭部县         | Treffen des Politbüros der KP Chinas bei Ejie (heute Gaojicun 高吉村, Kreis Têwo)                     |      |